# Sosticus sundargarhensis
Sosticus sundargarhensis är en spindelart som beskrevs av Gajbe 1979. Sosticus sundargarhensis ingår i släktet Sosticus och familjen plattbuksspindlar. Inga underarter finns listade i Catalogue of Life.